# اختیارات شاعری و مقاله‌های دیگر در عروض فارسی
اختیارات شاعری و مقاله‌های دیگر در عروض فارسی مجموعهٔ مقالاتی از ابوالحسن نجفی راجع به وزن شعر فارسی است که در سال ۱۳۹۴ از سوی نشر نیلوفر منشتر شد.

## عناوین مقالات
- اختیارات شاعری
- تقطیع در عروض جدید
- تغییر کمیت کلمه به ضرورت وزن
- دایره‌ای با ۱۸۰ وزن
- دربارهٔ قاعدهٔ قلب
- ذوبحرین، مشکل بزرگ عروض قدیم
- آیا «و» زائد است؟
- وزن دوری، مشکلی که عروض قدیم نادیده گرفته‌است
- تغییر کمیت مصوت‌های فارسی و تحول وزن شعر در دوران معاصر
- معیارالاشعار، این اثر ناشناخته
- یک قاعدهٔ منسوخ عروضی
- عروض قدیم در برابر عروض جدید

## نقد
مهدی شعبانی در مقاله‌ای این کتاب را مفصلاً نقد و بررسی کرده‌است.